# Лынник, Василий Антонович
Василий Антонович Лынник (род. 29 декабря 1918, с. Бендюговка, Киевская область, СССР — 1993) — участник Великой Отечественной войны, Герой Советского Союза (24.03.1945, лишён 22.07.1975), командир роты 325-го стрелкового полка 14-й стрелковой дивизии 14-й армии Карельского фронта, капитан.

## Биография
Родился 29 декабря 1918 года в селе Бендюговка ныне Кагарлыкского района Киевской области в крестьянской семье. Украинец. Член КПСС. Окончил среднюю школу.
В 1939 году призван в ряды Красной Армии, участник советско-финляндской войны.
В мае 1941 года окончил Ленинградское стрелково-пулемётное училище.
С началом Великой Отечественной войны, участвуя в боях против немецко-фашистских захватчиков в Заполярье, проявил себя смелым и стойким воином. Командовал ротой. Ему поручались самые сложные задания.
В октябре 1944 года ночью к западному берегу залива Век-фьорд приближался небольшой плот. На нём было четыре человека: капитан Василий Лынник, Иван Гуцул, Владимир Защеринский и Петр Загайнов.
Необходимо было бесшумно форсировать залив, овладеть укрепленной врагом высотой и дать сигнал. К двум часам ночи высота должна была быть захвачена.
На время выполнения задания для усиления роты комдив дал взвод полковой разведки и назначил В. А. Лынника командиром отряда. Капитан пообещал, что задание будет выполнено.
На восточном берегу залива среди валунов над рацией сидел заместитель капитана В. А. Лынника лейтенант М. И. Филин. Ему был дан приказ начинать атаку.
Бойцы стремительно пересекли на плотах залив и бесшумно высадились на скалистом берегу, где их ждал командир. Но вдруг в небе появились осветительные ракеты. Фашисты подняли тревогу. По десантникам ударили орудия и миномёты, с разных сторон застрочили пулемёты и автоматы. Замыкающие отряд плоты были разбиты. Солдаты пытались плыть, но многие утонули.
Семьдесят пять человек форсировали залив. Под командованием капитана В. А. Лынника они вышли из зоны поражения и между двумя скалами углубились в тыл фашистов. Обнаружив батарею шестиствольных миномётов, уничтожили её и стремительно ворвались в расположение гитлеровского батальона.
Налёт получился столь энергичным и неожиданным, что враг принял атакующих за крупный десант. В некоторых местах вспыхивали рукопашные схватки. В одной из таких схваток Иван Гуцул и Владимир Защеринский спасли Василия Лынника от смертельного удара в спину. Около четырехсот гитлеровцев сдались в плен, остальные отступили к городу Киркенес.
Красный флаг поднялся над высотой. В. А. Лынник дал сигнал ракетой штабу дивизии. Организовав оборону плацдарма, В. А. Лынник с частью сил преследовал отступающего противника. Утром 25 октября дивизия Ф. Ф. Короткова, успешно форсировав залив Век-фьорд, входила в Киркенес. Первой в город в 6-45 утра ворвалась рота автоматчиков капитана Лынника.
Указом Президиума Верховного Совета СССР от 24 марта 1945 года за образцовое выполнение боевых заданий командования при форсировании залива Век-фьорд и проявленные при этом мужество и героизм капитану Василию Антоновичу Лыннику присвоено звание Героя Советского Союза с вручением ордена Ленина и медали «Золотая Звезда» (№ 5527).
После окончания Великой Отечественной войны продолжил службу в Армии. С 1960 года гвардии подполковник В. А. Лынник — в запасе.
Жил в Ростове-на-Дону, работал в торговых организациях. Осужден на 15 лет лишения свободы за хищения в особо крупных размерах.
Указом Президиума Верховного Совета СССР от 22 июля 1975 года за совершение преступления, порочащего звание орденоносца, В. А. Лынник лишён звания Героя Советского Союза и всех наград.
После освобождения из мест лишения свободы проживал в городе Ростов-на-Дону. В 1985 году, к 40-летию Победы, был награждён орденом Отечественной войны 2-й степени и юбилейной медалью.

## Награды
- Звание Герой Советского Союза (24.03.1945, лишён 22.07.1975)
- Орден Ленина (24.03.1945, лишён 22.07.1975)
- Орден Октябрьской Революции (лишён 22.07.1975)
- Орден Александра Невского (29.04.1945, лишён 22.07.1975)
- Орден Красной Звезды (24.04.1942, лишён 22.07.1975)
- Медаль «За боевые заслуги» (лишён 22.07.1975)
- Орден Отечественной войны 2-й степени (11.03.1985)
- Юбилейная медаль «Сорок лет Победы в Великой Отечественной войне 1941—1945 гг.» (1985)